# لويس ميغيل رودريغيز (لاعب كرة قاعدة)
لويس ميغيل رودريغيز هو لاعب كرة قاعدة كوبي، ولد في 3 مايو 1973 في هولغوين في كوبا.

## وصلات خارجية
- لويس ميغيل رودريغيز على موقع أوليمبيديا (الإنجليزية)